# Скибицкий, Александр Тимофеевич
Александр Тимофеевич Скибицкий — советский хозяйственный и государственный деятель, Герой Социалистического Труда.

## Биография
Родился в 1922 году в селе Глушки. Член КПСС.
В 1943—1983 — механизатор, тракторист, бригадир тракторной бригады колхоза имени XIX партсъезда Белоцерковского района Киевской области.
Указом Президиума Верховного Совета СССР от 31 декабря 1965 года присвоено звание Героя Социалистического Труда с вручением ордена Ленина и золотой медали «Серп и Молот».
Делегат XXIII съезда КПСС.
Умер в селе Глушки до 2004 года.

## Награды и звания
- Герой Социалистического Труда (31.12.1965)
- Орден Ленина (31.12.1965)
- Орден Октябрьской Революции (08.04.1971)
- Орден Трудового Красного Знамени (06.03.1981)